# Phare des Barges
Le phare des Barges est situé à 2 km de La Chaume, appartenant à la commune des Sables-d'Olonne. Il a été inauguré le 14 octobre 1861.

## Caractéristiques
- 12 mètres de diamètre à la base et 6,5 mètres de diamètre à la partie supérieure.
- Construit en granite bleu d'Avrillé.
- Intensité lumineuse de 30 000 candelas.
- Phare d'atterrissage à l'origine, il est devenu un phare de danger après la construction du phare de l'Armandèche en 1968.
- Électrifié depuis 1971 par aérogénérateur et automatisé.

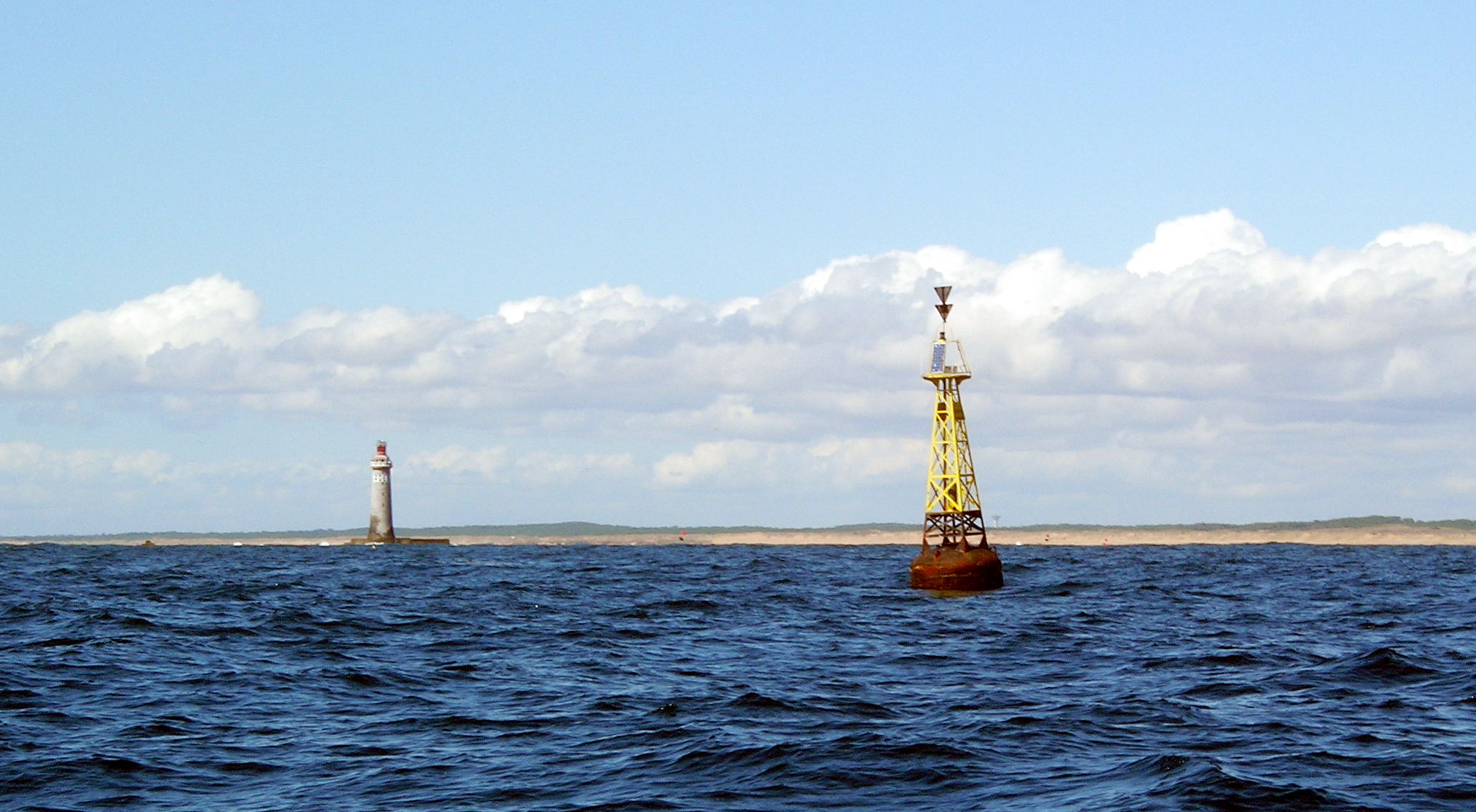
Phare des Barges avec sa bouée Sud.

## Histoire
Le phare a été construit de 1857 à 1861 sur le plateau rocheux des Barges qui constitue un grand danger pour la navigation côtière. Il était surveillé autrefois par deux gardiens.
Le phare fait l’objet d’une inscription au titre des monuments historiques depuis le 21 octobre 2011.
Parmi les événements marquants du phare, il faut noter qu'il a été le premier de France à être équipé d'un poste de télévision en 1963, à l'initiative de l'animateur Jean Nohain et du journal Télé 7 Jours.
Aussi, le phare a connu deux autres événements marquants. D'une part, en devenant en 1971 le tout premier phare automatisé de France, et d’autre part, pour avoir retenu deux gardiens prisonniers de la mer durant 103 jours, isolés sans secours ni ravitaillement à cause d’un mauvais temps persistant